# Запорожский корпус армии УНР
Запорожский корпус Армии УНР (укр. Запорізький корпус Армії УНР) — общевойсковое соединение армии Украинской Народной Республики, действовавшее на Украине в период Гражданской войны (1918—1919).
Был создан в марте 1918 года как «Отдельный Запорожский корпус» Армии УНР. Вскоре был переименован в Отдельную Запорожскую дивизию, действовавшую в апреле—ноябре 1918 года в составе Вооружённых сил Украинской Державы. В ноябре 1918 года дивизия вошла в состав Армии Директории УНР и переформирована в Запорожский корпус.

## Состав
- 1-й Запорожский имени гетмана Петра Дорошенко пехотный полк (командир — полковник А. Загродский)
- 2-й Запорожский пехотный полк (полковник П. Болбочан)
- 3-й Запорожский имени гетмана Богдана Хмельницкого пехотный полк (полковник А. Шаповал)
- 3-й Гайдамацкий пехотный полк (полковник В. Сикевич, затем сотник Е. Волох)
- 1-й Запорожский имени кошевого атамана Костя Гордиенко полк конных гайдамаков (полковник В. Петров)
- 1-й Запорожский инженерный полк (полковник А. Козьма)
- 1-й Запорожский артиллерийский полк (полковник В. Парфений)
- 1-й Запорожский бронеавтомобильный дивизион (сотник А. Болдырь)
- Запорожский конно-горный артиллерийский дивизион (полковник А. Алмазов)
- Запорожская воздухоплавательная эскадра (5 самолётов, командир — В. Баранов).

Три Запорожских полка и 3-й Гайдамацкий пехотный полк были объединены в 1-ю дивизию под командованием полковника Петра Болбочана (начальник штаба — подполковник В. Генденрайх). Все остальные части корпуса впоследствии вошли в 2-ю дивизию.
Численный состав Запорожского корпуса в разные периоды его существования составлял от 8 до 15 тысяч бойцов.

## Командующие
- А. Натиев (апрель 1918 — 14 октября 1918)
- П. Болбочан (ноябрь 1918 — 22 января 1919)
- Е. Волох (22 января 1919 — 13 апреля 1919)
- И. Дубовой (13 апреля 1919 — конец мая 1919)

## Участие в боевых действиях

### В составе армии УНР
В марте-апреле 1918 года Запорожский корпус, при поддержке немецких соединений, вытеснил части Украинской советской армии из Левобережной Украины, Донбасса и Крыма.

### В составе Вооружённых сил Украинской Державы
См. также: Отдельная Запорожская дивизия Украинской державы
В период Украинской державы гетмана Скоропадского Запорожский корпус был переименован в Отдельную Запорожскую дивизию. В июне-ноябре 1918 года Запорожская дивизия охраняла восточные границы Украинской державы.
Во время восстания против гетмана Скоропадского дивизия перешла на сторону Директории УНР и была переформирована в корпус. В ноябре-декабре 1918 года в состав Запорожского корпуса входило две дивизии (командиры — полковник А. Загродский и полковник Осмоловский). Командующим Запорожского корпуса Директория УНР назначила командующего республиканскими войсками на Левобережной Украине полковника П. Болбочана. 

### В составе армии Директории УНР
В феврале-марте 1919 года Запорожский корпус вёл кровопролитные бои против украинских советских войск в районе Винницы, Проскурова, Житомира. В ходе наступления Бердичевской группы войск Украинской Красной армии Запорожский корпус был отрезан от основных сил армии УНР. В этот период корпусом командовал полковник Е. Волох (а впоследствии полковник И. Дубовый). В результате напряжённых боёв Запорожский корпус с большими потерями отступил на территорию Бессарабии, оккупированной Румынией, где был полностью разоружён румынами и лишён воинского имущества. В конце апреля 1919 года остатки Запорожского корпуса покинули территорию Бессарабии и, пройдя через Галицию, влились на Волыни в другие части Армии УНР. 
В апреле-мае 1919 года Запорожский корпус был восстановлен и переформирован в Запорожскую группу Армии УНР под командованием В. Сальского. В ноябре 1919 года был расформирован.